# Magnolia kobus
Magnolia kobus  è un albero a foglia caduca appartenente alla famiglia delle Magnoliacee, originario della Corea e del Giappone, dove è comunemente coltivato come pianta ornamentale per i suoi fiori bianchi profumati.

## Descrizione

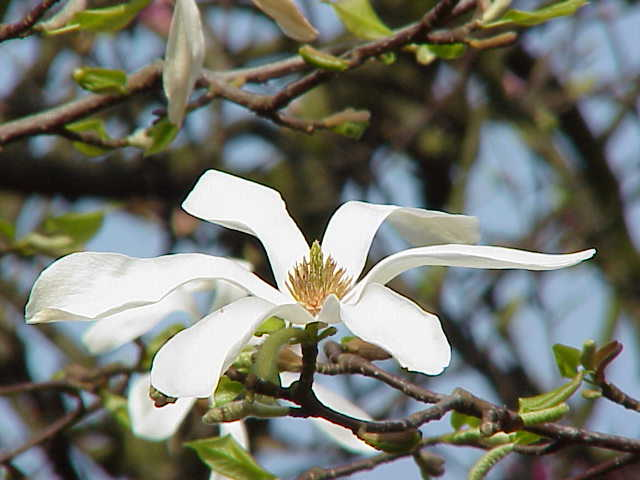
Dettaglio del fiore

L'albero di Magnolia kobus può raggiungere un'altezza di 10-20 metri. Ha una corona densa e a forma di cono e un tronco diritto con una corteccia grigiastra liscia. 
Le foglie sono grandi e ovali, lunghe fino a 20 cm, di colore verde brillante sopra e leggermente più chiare sotto.
Magnolia kobus fiorisce in primavera, di solito in aprile o maggio, prima che le foglie si sviluppino completamente. I fiori sono grandi, bianchi, profumati e a forma di coppa, con una circonferenza di circa 10–15 cm.
I frutti sono coni di semi marroni, che maturano in autunno.

## Varietà
Esistono diverse varietà di Magnolia kobus:
- La varietà "var. borealis", originaria del nord del Giappone e della Siberia orientale, che si distingue per la sua resistenza alle basse temperature.
- La varietà "var. stellata" è originaria del Giappone ed è nota per i suoi fiori a forma di stella di colore bianco-rosa.
- La varietà "var. loebneri" è una forma ibrida della Magnolia kobus e della Magnolia stellata, con fiori più grandi e una forma più compatta.

### Varietà "var. Janaki Ammal"
La varietà "var. Janaki Ammal" è una forma ibrida di Magnolia kobus che prende il nome dalla famosa botanica indiana Janaki Ammal, che ha scoperto e identificato questa varietà durante i suoi studi sulla genetica vegetale.
Magnolia kobus var. Janaki Ammal è una forma particolarmente resistente alle basse temperature, che la rende ideale per la coltivazione in climi freddi. I suoi fiori sono più grandi e di un colore più intenso rispetto alla varietà base, con una circonferenza di circa 20 cm.
Janaki Ammal ha dedicato gran parte della sua carriera alla ricerca sulla genetica vegetale e alla conservazione della flora indiana. La scoperta e l'identificazione di Magnolia kobus var. Janaki Ammal sono solo una delle sue numerose importanti contribuzioni alla scienza vegetale.

## Coltivazione
Magnolia kobus viene coltivata come pianta ornamentale in tutto il mondo, sia per la bellezza dei suoi fiori che per la sua resistenza alle basse temperature. È in grado di sopportare temperature fino a -30 °C e si adatta bene a diverse tipologie di terreno, purché sia ben drenato e acido.
In giardino, Magnolia kobus richiede una posizione soleggiata o parzialmente ombreggiata e un'irrigazione regolare, soprattutto durante la stagione secca. È una pianta a crescita lenta, ma può raggiungere dimensioni notevoli con il tempo. Si sconsiglia di potarla in autunno o inverno, per eliminare i rami danneggiati o per mantenere la forma desiderata poiché le gemme da fiore sono ubicate all'estremità del ramo. Per tale ragione, se si vuole avere una fioritura abbondante, risulta necessario effettuare la potatura a primavera post fioritura.

## Usi
Magnolia kobus è una pianta ornamentale popolare nei parchi e nei giardini, soprattutto in Asia, Europa e Nord America. È stata coltivata come pianta ornamentale fin dal 1700, quando fu introdotta in Europa dal Giappone.
In Corea, Magnolia kobus è stata utilizzata tradizionalmente per la produzione di olio essenziale dai fiori, che viene utilizzato come ingrediente in profumi e prodotti cosmetici.